# Vontaze Burfict
Vontaze DeLeon Burfict Jr. (nascido em 24 de setembro de 1990) é um jogador de futebol americano que atua na posição de linebacker na National Football League. Ele jogou futebol americano universitário pela Universidade do Estado do Arizona. Considerado um dos maiores prospectos vindos da Arizona State, Burfict recebeu honras de All-American em 2010 e foi projetado como uma das primeiras escolhas no Draft da NFL de 2012. Contudo, o jogador não foi bom nos treinos do combine e preocupações começaram a surgir a respeito de sua performance física. Ele acabou não sendo draftado, mas assinou um contrato de undrafted free agent com o Cincinnati Bengals por três anos, renovado posteriormente para mais quatro.
Apesar dos bons números em campo, Burfict não conseguiu impactar a NFL. Suspensões e multas por comportamento fora do campo e ações violentas nas partidas mancharam a reputação do jogador. Em 18 de março de 2019, Vontaze Burfict foi dispensado pelos Bengals após sete temporadas. No dia seguinte, ele assinou um contrato com os Raiders de um ano valendo US$ 5 milhões de dólares.